# Дос-Палос-Вай (Каліфорнія)
Дос-Палос-Вай (англ. Dos Palos Y) — переписна місцевість (CDP) в США, в окрузі Мерсед штату Каліфорнія. Населення — 310 осіб (2020).

## Географія
Дос-Палос-Вай розташований за координатами 37°2′48″ пн. ш. 120°38′22″ зх. д. / 37.04667° пн. ш. 120.63944° зх. д. (37.046767, -120.639473).  За даними Бюро перепису населення США в 2010 році переписна місцевість мала площу 4,07 км², уся площа — суходіл.

## Демографія
Згідно з переписом 2010 року, у переписній місцевості мешкали 323 особи в 100 домогосподарствах у складі 75 родин. Густота населення становила 79 осіб/км².  Було 123 помешкання (30/км²).
Расовий склад населення:
| - 69,7 % — білих - 2,5 % — корінних американців - 0,3 % — чорних або афроамериканців - 0,3 % — азіатів - 25,4 % — осіб інших рас |

До двох чи більше рас належало 1,9 %. Частка іспаномовних становила 61,0 % від усіх жителів.
За віковим діапазоном населення розподілялося таким чином: 30,3 % — особи молодші 18 років, 54,5 % — особи у віці 18—64 років, 15,2 % — особи у віці 65 років та старші. Медіана віку мешканця становила 35,2 року. На 100 осіб жіночої статі у переписній місцевості припадало 107,1 чоловіків;  на 100 жінок у віці від 18 років та старших — 108,3 чоловіків також старших 18 років.
За межею бідності перебувало 35,3 % осіб, у тому числі 66,7 % дітей у віці до 18 років та 10,2 % осіб у віці 65 років та старших.
Цивільне працевлаштоване населення становило 53 особи. Основні галузі зайнятості: транспорт — 26,4 %, сільське господарство, лісництво, риболовля — 26,4 %, мистецтво, розваги та відпочинок — 15,1 %, виробництво — 13,2 %.